# Salah El Khalfa Beddiari

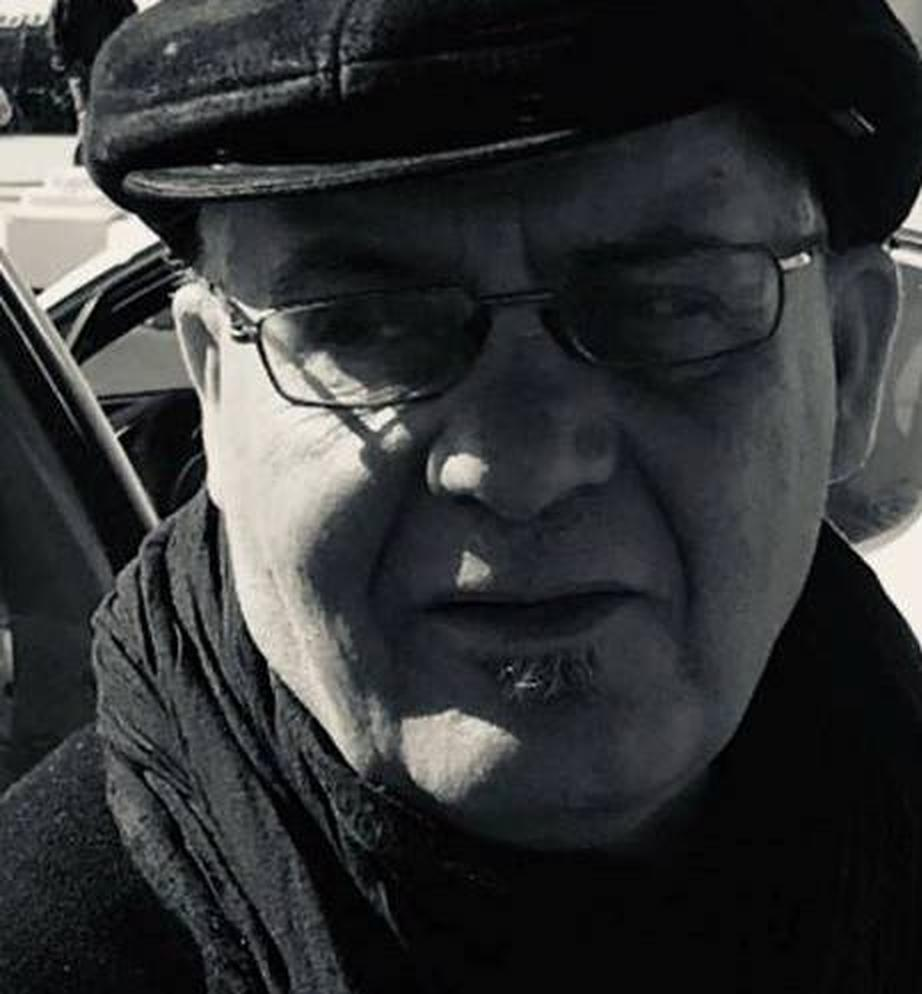
Salah El Khalfa Beddiari

Salah el Khalfa Beddiari, né le 10 mai 1958 à Sedrata en Algérie, est un écrivain, poète et essayiste. Il est installé à Montréal depuis 1995. Son œuvre, marquée par la douleur de l'exil et la quête identitaire, s'inscrit dans la tradition des écrivains de la diaspora maghrébine au Québec. Il explore des thèmes universels tels que l'exil, la mémoire, l'amour et la condition humaine à travers une écriture poétique et romanesque qui mêle lyrisme et réflexion critique.

## Biographie
Avant de s'installer au Québec, Salah El Khalfa Beddiari a travaillé comme professeur de sciences physiques et chimie en Algérie. Bien impliqué dans le domaine culturel de son pays d'origine, il a participé à la fondation de l'association culturelle Numidia à Annaba, destinée à la promotion du théâtre, du cinéma d'auteur et de la littérature. Il a également animé le ciné-club de la Cinémathèque d'Annaba et participé à l'organisation des Journées du cinéma méditerranéen.
En 1995, fuyant les violences qui ravageaient l'Algérie durant la guerre civile, il s'installe à Montréal après un bref séjour aux États-Unis. À Montréal, il est derrière plusieurs initiatives culturelles importantes, dont Images du monde arabe, et l'association « Passerelle », destinée à la promotion de la littérature migrante. Il est également le fondateur des « Journées du livre de la diaspora arabe et berbère (JLD) » et de la maison d'édition « Beroaf ». TAAM-TAIM (Traduire l’arabe à Montréal) à l’Université Concordia et le « Centre canadien d'échange linguistique »
Engagé dans le milieu littéraire québécois, il est membre de l'Union des écrivaines et des écrivains québécois (UNEQ) et participe activement aux activités du P.E.N. International dont il est membre du C.A. du centre Québécois pour soutenir les auteurs persécutés. Il a également été chroniqueur littéraire pour le Huffington Post Québec.

## Œuvre

### Thèmes récurrents
Son œuvre pose l’interrogation essentielle d’un intellectuel, une œuvre faite d’images gardées par la mémoire et que transfigurent les mots. Elle emporte le lecteur vers l’exploration des possibilités de son art d’écriture poétique et romanesque. Elle lui permet d’exprimer son point de vue critique, son engagement et un sens de la forme à la fois particulier et original contribuant à donner une nouvelle vision présente d’un temps passé.
Ce collectif vise à montrer, à travers les études inédites de vingt-quatre critiques, que Beddiari a opté pour une esthétique de l’insolite, de la cocasserie, de l’étrangeté, de l’allégorie comme paradigme d’une écriture étonnamment variée. Son énergie, son ambition ainsi que la richesse de ses connaissances et de son imaginaire ont fait de lui l’une des voix majeures au sein de la diaspora algérienne et maghrébine au Québec.
L'œuvre de Salah El Khalfa Beddiari se distingue par une esthétique de l'insolite et de l'allégorie, où il interroge les notions d'appartenance, d'identité et de mémoire. Sa poésie se compose souvent en vers libres ou en prose poétique, explorant les tensions entre attachement aux origines et désir d'intégration dans une nouvelle terre.
Thèmes récurrents
- L'exil et le déracinement : La douleur liée à la perte du pays natal est omniprésente dans son œuvre.
- La quête identitaire : Beddiari explore les tensions entre ses racines algériennes et son intégration au Québec.
- La mémoire : Ses textes revisitent fréquemment les souvenirs personnels et collectifs liés à son passé en Algérie.
- L'engagement social : Sa poésie exprime un engagement fort contre les injustices sociales telles que le racisme ou les inégalités subies par les immigrants.
- L'amour : L'amour est souvent célébré dans ses recueils comme une force lumineuse capable de transcender les difficultés.

## Sur son œuvre

### Reconnaissance
- Salah El Khalfa Beddiari est reconnu comme une voix majeure au sein de la diaspora algérienne au Québec. Son œuvre a fait l'objet d'études critiques dans plusieurs ouvrages académiques tels que « Salah El Khalfa Beddiari: Voix algérienne au Québec » (2024), dirigé par Najib Redouane et Yvette Bénayoun-Szmidt.
- Lauréat de la résidence d’écrivain du Centre québécois du P.E.N. International[1], Québec, 2016.
- Récipiendaire de la Bourse d'écriture du Conseil des arts du Canada et du Conseil des arts du Québec.
- Membre du comité d’évaluation par les pairs du Conseil des Arts du Canada.

### Écrits sur son œuvre
- Chamberland, Roger, Poésie, Lettres canadiennes, Volume 71, numéro 1[2], University of Toronto Quartely, 2000, p. 439
- Rachédi L. (2010) « La mémoire du soleil » de SEK Beddiari », dans L’écriture comme espace d’insertion et de citoyenneté pour les immigrants. Parcours migratoires et stratégies identitaires d’écrivains maghrébins au Québec, Québec, Presses de l’Université du Québec, 222 p.
- Salah El Khalfa Beddiari, voix algérienne au Québec, L'Harmattan, 2024 https://www.editions-harmattan.fr/catalogue/livre/salah-el-khalfa-beddiari/16181
- Algérianité littéraire au Canada, voix masculines » :  https://www.editions-harmattan.fr/catalogue/livre/algerianite-litteraire-au-canada-1/6423